# Francesc Boher
Francesc Boher (Vilafranca de Conflent, 12 de març del 1769 — Perpinyà, 8 d'abril del 1825) va ser un escultor, pintor i escriptor nord-català, de formació autodidacta.

## Biografia
Fill d'un marbrista, de jove ja mostrà grans qualitats per al dibuix, amb treballs que reproduïa de gravats que aconseguia. Raymond de Saint-Sauveur, intendent de la província, quedà admirat dels seus dibuixos, i li buscà lloc al taller d'un escultor de Perpinyà. Havent fet l'aprenentatge, Francesc Boher es traslladà a Montpeller, on trobà nous protectors. Dos d'aquests s'oferiren a pagar-li una estada a Roma, però l'esclat de la Revolució feu que s'hagués d'aturar a Toló, on visqué dels dibuixos que feia. A petició dels seus pares, tornà a casa.
El casament d'un noble català, el comte de Descatllar li brindà una nova oportunitat, perquè Boher s'encarregà de decorar el seu palau de Puigcerdà per fer-lo apte per la festa nupcial. D'allí es traslladà a Barcelona, on estudià amb Salvador Gurri, que li permeté d'usar el seu taller per a fer-hi pintures i retrats que vengué força bé.
S'embarcà cap a França, però els vents el portaren a Gènova, cosa que aprofità per anar a Roma, objecte del seu desig; malauradament, no s'hi pogué quedar gaire. Tornà a Perpinyà i s'hi casà amb la filla d'un organista i, per l'estimació que li tenia, l'emprà com a model per la Verge de la Real que elaboraria en el futur. El 5 de maig del 1796 guanyà la càtedra de dibuix a l'Escola Central de Perpinyà, i en els anys següents exercí el càrrec amb gran satisfacció de tothom, fins que Napoleó tancà els estudis el 21 d'abril del 1804. Pensant a dedicar-se a l'escultura, Francesc Boher feu el 1807 el retaule de l'església parroquial de Sant Pere de Ceret, i el 1811 prengué la decisió de dedicar-s'hi de ple. Després de fer parada a Narbona, Carcassona, Besiers, Pesenàs, Montpeller, Nimes i Lió, arribà a París, on s'extasià davant la Transfiguració de Rafael. A la capital francesa feu coneixença amb David, Guérin, Gros, Gérard, Girodet-Trioson.
Adonant-se de les dificultats de viure de l'art a París, tornà a Perpinyà. El 1816 acabà el magnífic retaule dels sants Abdó i Senén, a Arles i, el mateix any, l'ajuntament de Perpinyà creà una escola gratuïta de dibuix i n'oferí la direcció a Boher. Rebé una munió de comandes per a esglésies, edificis oficials o cases particulars: El Crist de Sant Llorenç de Cerdans, la Ressurrecció d'Arles, el Retaule major i la Verge de l'Assumpció de la Nostra Senyora de la Real de Perpinyà, la Pau d'Amiens (que la seva vídua donaria a Napoleó III). De les seves classes en sorgí el manual Leçons de l'école gratuite de Dessin et d'Architecture de la ville de Perpignan, un d'entre tot un seguit d'articles a revistes i llibres sobre temes artístics o literaris que publicà entre 1816 i 1825.
En morir, els seus deixebles li aixecaren un petit monument al cementiri de Perpinyà. El mausoleu porta la inscripció A Boher, ses élèves reconnaissants.

## Obres
- Description de quatre tableaux représentant quatre èpoques de la vie des saints Abdon et Sennen, patrons d'Arles en Roussillon Perpignan: impr. de J. Alzine, 1816
- Lettre de M. Boher, peintre et statuaire Perpignan: impr. de J. Alzine, [1819]
- Leçons de l'école gratuite de Dessin et d'Architecture de la ville de Perpignan I Perpignan: impr. de J. Alzine, 1819-1822
- Satire V, composée à la fin du mois de juillet 1819 ... Fragment de ma satire IV Narbonne: impr. de F. Caillard, s.a.
- Satire VII, composée au commencement du mois d'août 1819. - Fragment de ma seconde satire, composée Toulouse: impr. de J.-M. Douladoure, s.a.
- Les Arts vengés, réponse à la XXIIIe ode de Le Brun Perpignan: impr. de J. Alzine, 1820
- Dialogue entre la Peinture et la Sculpture Perpignan: impr. de J. Alzine, 1821
- Réponse au Mémoire de M. Emeric-David, tome second Narbonne, 1822
- Épître XVII. A Michel-Ange et à Raphaël ... (Mars 1822) Toulouse: impr. de J.-M. Douladoure, s.a.
- Épître XIX. Poème élégiaque du 10 novembre 1822 ... aux parens et aux amis d'Antoine Cano Perpignan: impr. de J. Alzine, 1822
- Épître XVIII. A l'illustre statuaire Canova ... à Rome. La lettre de ce grand artiste Perpignan: J. Alzine, 1822
- Poésies de François Boher, satires 1re livraison Perpignan: impr. de J. Alzine, 1822
- Poésies de François Boher, ... essais sur l'ode Perpignan: J. Alzine, 1823
- Poésies de François Boher, ... Ode Ve... 21 juillet 1823 Toulouse: impr. de Bellegarrigue, s.a.
- Poésies de François Boher, ... Odes. Troisième livraison Narbonne: F. Caillard, 1825
- Ouvrages sur le beau idéal, sur le beau sublime, dans l'art du peintre et du statuaire